# Utjelovljenje
Utjelovljenje (lat. incarnatio, grč. ϭάρκοϭις) kao izraz prvi put upotrebljava sv. Irenej Lionski u drugom stoljeću, a označava središnju istinu i otajstvo kršćanske vjere kojom se naznačuje ulazak vječnoga Sina Božjega (Logos, Riječ) u ljudsku povijest (Isus iz Nazareta, sin Marijin) preuzimanjem ljudske naravi kao vlastite da u njoj ostvari spasenje ljudi. 
Kršćani vjeruju u Boga trojedine ljubavi, jednog Boga u tri božanske osobe: Oca, Sina i Duha Svetoga. Otajstvom utjelovljenja Bog se u Sinu sjedinio sa svojim stvorenjem, ušao u njegov život i povijest, postao stvorenje u vremenu i prostoru, vidljiv i opipljiv, ne prezrevši već uzvisivši tijelo koje je sam postao, te je bio čovjeku u svemu sličan osim u grijehu. Odnos božanske i ljudske naravi u Isusu Kristu proučava kristologija.

## O pojmu utjelovljenja kroz povijest
U Novome zavjetu ne postoji ovaj izraz direktno, no njime se izriče središnja misao proslova Ivanovog evanđelja: „I Riječ tijelom postade i nastani se među nama“ (Iv 1,14). Premda se pojam „utjelovljenje“ nije odmah upotrebljavao, sadržaj ove kršćanske istine činio je jezgru propovijedanja crkveni crkvenih otaca o Isusu Kristu, a posebno grčkih otaca. Oni su bili pozvani utjeloviti radosnu vijest Isusa Krista u helenističku kulturu koja nije previše vrednovala materijalno, tjelesno, osjetilno i puteno, zbog čega su neke kršćanske skupine na tim prostorima nijekali Isusovu ljudsku narav, njegovu tjelesnu dimenziju smatrali prividnom ili drugačijom od naše ljudske naravi. Za crkvene oce Utjelovljenje je predstavljalo događaj spasenja u kojem je Sin Božji iz ljubavi odlučio istrgnuti čovjeka iz raspadljivosti, zemnosti i smrti i učiniti ga dionikom svoga besmrtnog života. Vjeru otačke Crkve u otajstvo Utjelovljenja potvrdili su veliki koncili otačkoga doba: Nicejski, Efeški, Kalcedonski, Drugi i Treći carigradski te Drugi nicejski. U srednjem vijeku tomističko-dominikanska škola smatrala je temeljnim razlogom utjelovljenja Božju volju da otkupi čovječanstvo koje je palo u grijeh. Skotističko-franjevačka škola pak smatrala je Božji naum da se u Sinu priopći stvorenju i učini ga dionikom svoje slave glavnim razlogom Božjeg silaska i očitovanja ljudima. Suvremeni teolozi u otajstvu Utjelovljenja vide temelj cjelokupnog otajstva Isusa Krista koje uključuje objaviteljsko i spasenjsko značenje Isusovoga povijesnog života, njegove smrti, uskrsnuća i ulaska u slavu. Oni smatraju da je Bog, jer je savršen, imao mogućnost i zaista odlučio postati konačnost i vrijeme u čovještvu koje je Sin preuzeo, a da pri tome od svoje savršenosti ništa nije izgubio. Suvremeni čovjek, kao i nekršćanske religije, nailazi na poteškoće u susretu s otajstvom Utjelovljenja jer se ljudskome umu čini da je riječ o „mitu o utjelovljenom Bogu“ kojim kršćanska vjera želi dati transcendentni smisao učenju i povijesnim događajima Isusa iz Nazareta.

## Otajstvo Utjelovljenja
Prema nicejsko-carigradskom „Vjerovanju“ Sin Božji je „radi nas ljudi i radi našega spasenja sišao s nebesa, utjelovio se po Duhu Svetome od Marije Djevice i postao čovjekom“. Ljudska narav bila je ranjena istočnim grijehom kojim je izgubila savršeno zajedništvo s Bogom jer je Bogu rekla „ne“. Zato je Sin Božji, njegova Riječ (Logos), postala tijelom da nas spasi pomirujući nas s Bogom, da bismo upoznali ljubav Božju, da nam sama Riječ bude uzor svetosti, da postanemo zajedničari božanske naravi. Utjelovljenje Sina Božjega znači uzimanje ljudskog života u cjelini te se ne tiče samo začeća i rođenja Spasitelja već i cijele otkupiteljske povijesti Riječi koja je postala tijelom i uzela ljudski život u svoj veličini i ranjivosti. Događaj utjelovljenja Sina Božjega ne znači da je Isus Krist djelomično Bog i djelomično čovjek, niti je mješavina božanskoga i ljudskoga. Isus Krist je pravi Bog i pravi čovjek. On je Bog po naravi, a ne po posinjenju, on je istobitan s Ocem. Isus je i pravi čovjek s razumskom dušom, voljom i tijelom, koji su savršeno usklađeni s njegovim božanskim umom i voljom, a koji su mu zajednički s Ocem i Duhom Svetim. Isus Krist rođen je od Oca odvijeka po božanstvu te od Marije Djevice po čovještvu. Začet je kao čovjek u krilu Djevice Marije po Duhu Svetome, Gospodinu i Životvorcu, koji je poslan da utrobu Djevice Marije posveti i božanski oplodi. Ovaj trenutak Crkva naziva navještenjem kojim započinje „punina vremena“, ispunjenje starozavjetnih obećanja i pripravā. Stoga kršćani ispovjedaju jednoga te istog Krista Gospodina u dvije naravi, nepomiješane, nepromijenjene, nepodijeljene i neodvojive. Vlastitost svake naravi sačuvana je i sjedinjena u Isusu Kristu, Jednome od Trojstva. Prema tome čudesa, ali i trpljenja i smrt pripadaju jednoj osobi, Kristu, pravom Bogu i pravom čovjeku. Rimska liturgija zato pjeva da je Isus Krist ostao ono što je bio, a uzeo ono što nije bio. Utjelovljenje je tako Otajstvo čudesnog ujedinjenja božanske i ljudske naravi u jedinstvenoj Osobi Riječi, koje može shvatiti samo vjera koja je temelj i potporanj za ono što nadilazi svaku mogućnost ljudskih osjetila i razuma. Ovo jedinstveno povezivanje božanskoga i ljudskoga poprimilo je u crkvenoj tradiciji naziv „hipostatsko sjedinjenje“ čime se iznosi vjera da je Isusovo čovještvo neodvojivo spojeno s osobom ili „hipostazom“ Riječi, tj. drugom osobom Presvetog Trojstva.

## Otajstvo Utjelovljenja u ikonografiji
Navještenje je čas začeća Isusova, ključni moment Kristova Utjelovljenja kao druge božanske osobe i početak njegova otkupiteljskog djela. Zato je ova tema veoma važna u kršćanskoj ikonografiji ne samo kao jedan od prizora Bogorodičina života, već i kao prvi prizor u ciklusu o životu Kristovu.
Ikonografija navještenja oblikovala se na temelju Lukina evanđelja (Lk 1,26-38), a kasnije se proširivala motivima apokrifnog Jakovljeva protoevanđelja i apokrifnog Pseudomatejeva evanđelja te motivima propovjedničke i mističke književnosti iz visokog srednjeg vijeka.
U prikazima Bogorodice prelje i Bogorodice Navještenja s knjigom misao o Kristovu utjelovljenju izražena je implicitno. No, postoji nekoliko eksplicitnih prikaza ovog otajstva kršćanske vjere:

### Conceptio per eurem („začeće preko uha“)
Na temelju latinskog izraza verbum (riječ) za obuhvatniji grčki izraz lόgos tj. Krista, koji se utjelovljuje, zapadni kulturni krug stvorio je u srednjem vijeku predodžbu da je Riječ ušla u Bogorodicu preko sluha. Tako nastaje ikonografski motiv svjetlosnih zraka koje su s neba dijametralno usmjerene prema Bogorodičinu uhu. Na ovim zrakama s neba ponekad se spušta golubica Duha Svetoga prema Bogorodičinoj glavi. Kada golubica lebdi u Bogorodičinoj aureoli, ona ilustrira riječi iz Evanđelja da će Duh Sveti sići na nju i sila je Svevišnjega osjeniti. (vidi: slika1)

### Homunculus(„mali čovjek, čovječuljak“)
U kasnom srednjem vijeku prikazuje se kako Bog Otac, blagoslivljajući s neba, upućuje na zrakama prema Bogorodici ne samo golubicu Duha Svetoga već i malo, golo dijete Krista u mandorli koje nosi križ na ramenu. Ovakvo prikazivanje je iz teoloških razloga bilo oštro suzbijeno nakon Tridentskog koncila. (vidi: slika2)

### Cvijet
U trinaestom stoljeću uvodi se na Zapadu motiv cvijeta koji je stavljen u posudu ili, rjeđe, koji raste izravno iz tla, između Bogorodice i anđela. Taj cvijet označava Krista koji je htio biti rođen od cvijeta (Djevice Marije) u cvijetu (Nazaretu jer to ime na hebrejskom znači cvijet) u vrijeme cvijeta (proljeću, jer blagdan Navještenja pada na 25. ožujak). (vidi: slika3 i slika4)

## Vanjska poveznica
- Ivan KARLIĆ, Utjelovljenje Isusa Krista, Sina Božjega, u: Obnovljeni život, 55 (2000.) 2